# 難波小百合
難波 小百合（なんば さゆり、1993年10月19日 - ）は、女優、元アイドル、東京女子プロレスの元リングアナウンサー。

## 略歴

### 2015年
- ミスiD2016にエントリーし、セミファイナリストとなる[2]。
- 11月、アイドルグループ「ドリィムアビリティ」に所属。

### 2017年
- 1月27日、ドリィムアビリティ解散。
- 10月28日、東京ラーメンショー・アニソンカラオケ選手権で特別賞受賞[3]。
- 12月22日、AbemaTV『DDTの木曜The NIGHT』のコーナー「勝ち抜き女子プロレスラーオーディション」に応募し電話出演[4]。

### 2018年
- 1月26日、『DDT木曜The NIGHT』スタジオ出演、もうひとりの応募者せのしすたぁ・まおと体力測定としてパンスト相撲等で対戦。結果は勝ち抜きではなく二人とも「残留」となった[5]。
- 3月21日、東京女子プロレス板橋グリーンホール大会にて、5月3日後楽園ホール大会よりリングアナとしてデビューすることが発表される[6]。
- 3月31日、東京女子プロレス洋光台駅前広場大会でのBASARA提供試合、SAGAT vs 関根龍一にて正式デビュー前に初コール[7]。
- 5月3日、東京女子プロレス後楽園ホール大会にて正式にリングアナデビューし、7試合中4試合でコール[8]。
- 5月5日、板橋大会よりオープニングの前説と全試合のコールを担当。また、のどかおねえさんのピンポンパン体操にも初参加。
- 11月24日、成増大会において歌のコーナーに参加していたアイアンマンヘビーメタル級王者の辰巳リカを急襲、第1335代王者となる。しかし興行のエンドアナウンス中に団体代表の甲田哲也に襲われ、その日のうちに王座陥落。

### 2020年
- 6月から7月にかけてSHOWROOMにて行われた「RIZINガールオーディション2020」に応募。予選3位で決勝進出。決勝では落選したものの、その後に行われた敗者復活戦で1位となり「RIZINガール2020」の一員となった[9]。
- 8月9日、「RIZIN.22 - STARTING OVER -」でラウンドガールとしてデビュー。

### 2025年
- 3月4日、6月の両国KFCホール大会をもってリングアナ卒業を発表。[10]。
- 6月14日、新木場1stRingにてプロデュース興行「難波小百合の夢をかなえたろかスペシャル」開催。全席完売[11]。
- 6月22日、両国KFCホール大会にて東京女子プロレスのリングアナウンサー卒業[12]。卒業後はカナダ・バンクーバーへの移住を予定。 [13]

## 人物

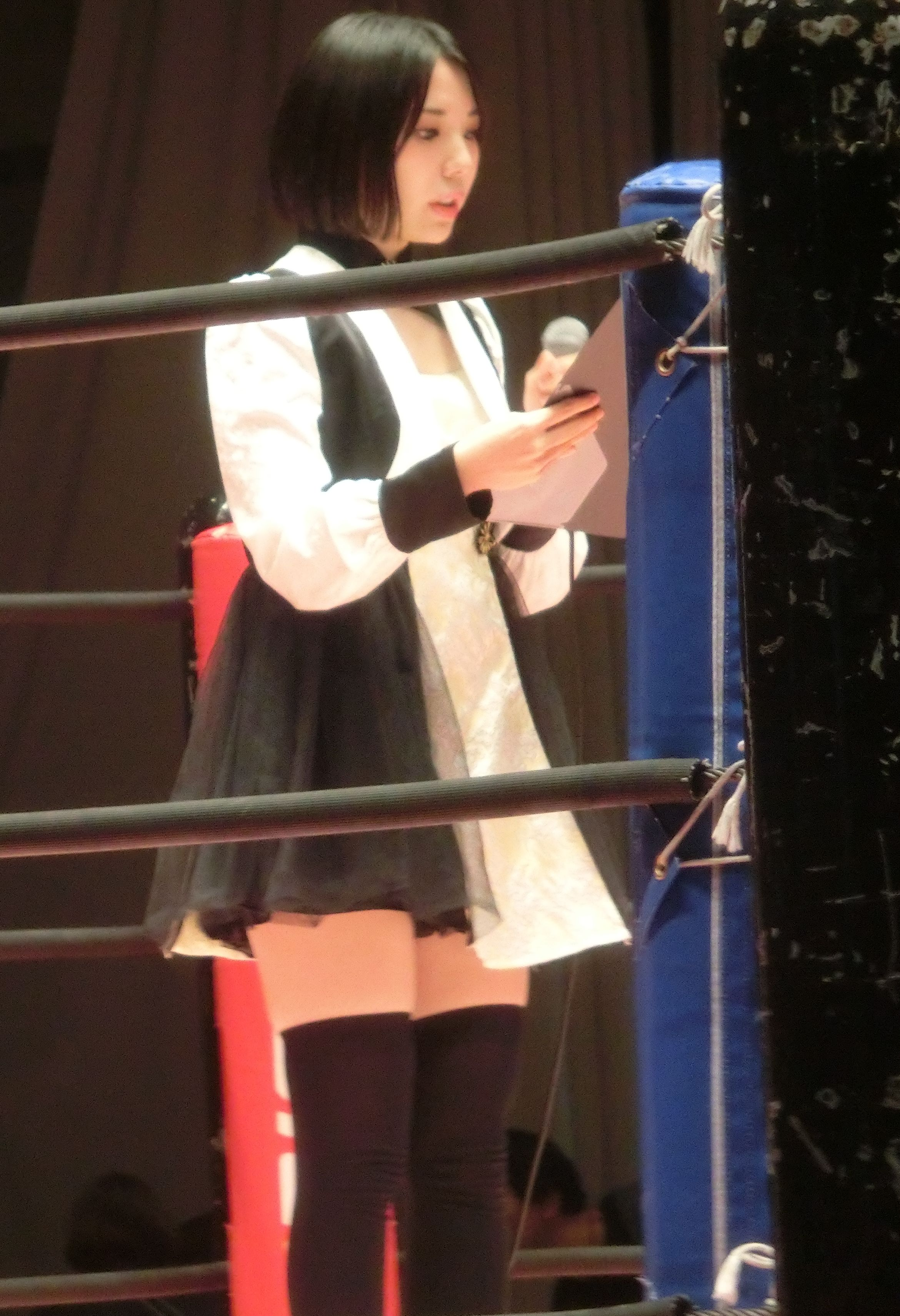
リングアナウンサーをする難波小百合。

- 立教大学卒業。学部は「心理学部的なとこ」と説明している[14]。
- 「KAWAII MONSTER CAFE」のビジュアルアイコン「HARAJUKU MONSTER GIRL」のCRAZYを担当していた[15]。
- アイドグループ解散後は舞台女優として活動。
- 『The NIGHT』への応募は、当初よりリングアナ志望であった。
- 趣味はカラオケ、人間観察。特技はニャースの物真似、肩甲骨を飛び出させる。好きな食べ物はあんこ、おにぎり、ユッケ[16]。
- 好きな食べ物は餃子。リングアナのコスチュームにも餃子のモチーフを取り入れるほどの餃子好き。

## タイトル歴
DDTプロレスリング
- アイアンマンヘビーメタル級王座（第1335代）

## メディア出演

### ＴＶ
- 出川哲朗の恥の王様〜恥の数だけ人生は豊かになる〜 （2019年7月31日、2020年1月2日、5月12日、毎日放送及びTBS系列）再現ドラマに出演
- いいね！光源氏くん（2020年5月9日、第六絵巻「ないすとぅみーちゅー？」、NHK総合）

### ラジオ
- DETANサタデー!（2017年12月11日、FM KITAQ）

### ウェブテレビ
- 透明少女・サユリ（2017年5月、シータ）VRコンテンツ[17]
- エンタ王国（2017年11月20日、fresh!）
- DDTの木曜The NIGHT（2018年1月 - 、AbemaTV）不定期出演
- Viva！ゆうかタイム！（2018年2月27日、fresh!）

### 映画
- 真実の意志（2018年1月30日、監督：桜木駿）
- Oh my Shit! キミのウンコを食べさせて（2018年8月、監督：駕籠真太郎）
- カイジ ファイナルゲーム（2020年1月、監督：佐藤東弥）

### 舞台
- ワニズホール「五体満足」（2017年4月14 - 16日、新中野ワニズホール）
- ワニズホール「私の娘はピンサロ嬢-白と黒-」（2017年6月30日 - 7月9日、東京・新中野ワニズホール） - ピンサロ嬢 役
- 局笑法度 新選組！（2017年8月9日 - 13日、東京・ワーサルシアター）
- 1000万ドルの夜景（2017年11月14日 - 19日、東京・シアターブラッツ） - 関西の女の子(17) 役
- ほんとおもしろかったです、マジで!（2018年4月27日 - 29日、東京・上野ストアハウス）[18]
- LOCKDOWN (2020年8月22日 - 30日、新宿村LIVE) - 清正女子学院１年 真島萌 役
- 黒虹サンゴ「音が聞こえる、声がする」(2021年12月25日 - 26日、東中野・バニラスタジオ) - ニンゲン 役

### CM
- HADO WORLD CUP 2017（2017年、HADO WORLD CUP事務局）
- セガ・インタラクティブ（2017年）
- 雪印コーヒー ウェブ動画コマーシャル「Now & Then 人は昔から知っている」（2017年、雪印メグミルク）

### イベント
- ミスiDカフェ ランチの部（2018年2月10日、オトノハカフェ）
- 「東京女子プロレス×メイリッシュ」コラボカフェ 1日店長（2019年3月19日、メイリッシュ）[19]
- お笑いライブ ゲストMC 「GO TO GO ～vol.1～」(2020年12月28日、ラスタ池袋)、「GO TO GO 大喜利生配信ライブ」(2021年1月26日、youtube配信)、「GO TO GO 大喜利生配信ライブ Vol.2」(2021年2月25日、youtube配信)、「GO TO GO ～vol.2～」(2021年2月28日、中野シアターかざあな)、「GO TO GO〜企画編Vol.1〜」(2021年4月8日、youtube配信)

### RIZINガール2020として
- RIZIN.22 (2020年8月9日、ぴあアリーナMM)
- RIZIN.24 (2020年9月27日、さいたまスーパーアリーナ)
- RIZIN.26 (2020年12月31日、さいたまスーパーアリーナ)
- RIZIN.28 (2021年6月13日、東京ドーム)
- RIZIN.29 (2021年6月27日、丸善インテックアリーナ大阪)

### 写真集
- 『キネマ迷夢』（2025年5月31日、東京女子プロレス、写真：立花奈央子） ASIN B0F92RC28X